# 후지모토 사오리
후지모토 사오리(1989년 4월 4일 ~ )는 현재 대한민국에서 활동하는 일본 출신의 방송인이자 수어 아티스트이다. 한국에서는 성을 뺀 이름 '사오리'로 활동중이다. 대한민국에서 다양한 방면으로 방송활동을 하고 있으며, 특히 골 때리는 그녀들에서 귀여운 외모와 작은 체구이지만 거기서 나오는 폭발적인 스피드와 불굴의 정신력으로 인지도를 높였다.
2018 평창 동계 올림픽 및 2018 평창 동계 패럴림픽 홍보대사의 일본 대표로 위촉된 것을 계기로 대한민국의 연예계에서 활동을 시작했다고 한다.

## 수어아티스트
2018 평창 동계패럴림픽 당시에 수어에 관심을 가지게 되어서 본격적으로 공부를 시작하였으며, 자신이 좋아하는 케이팝을 전세계 농인들에게도 전해주고자 하는 마음에 수어아티스트를 시작하게 되었다. 특히 국가공인 수화통역사자격증 시험에서 외국인 최초로 필기시험을 합격했을 정도로 수어는 물론 한국에 대한 이해가 높다.

## 방송활동

### TV
- 2018 MBC 생방송 오늘저녁
- 2018 EBS 장학퀴즈 한국에 산다
- 2018 KBS1 KBS1 토/론/쇼 시민의회
- 2019 KBS1 설특집 얼씨구 스타 가족 동요제
- 2020 Arirang TV NOW 인터뷰
- 2020 MBC 에브리원 대한외국인 ep.107
- 2020 KBS1 이웃집 찰스
- 2020 KBS1 아침마당
- 2021 SBS 골 때리는 그녀들
- 2021 SBS SBS 뉴스브리핑
- 2021 KBS2 KBS2 추석특집 불후의 명곡
- 2021 KBS2 2021 한가위 대기획 피어나라 대한민국 심수봉
- 2021 MBN MBN 종합뉴스 뉴스피플
- 2021 KBS1 우리말 겨루기
- 2021 SBS Plus '세상의 모든 사건 지구in'(지구인)
- 2021 SBS 집사부일체 × 골 때리는 그녀들 방송
- 2022 KBS2 불후의 명곡 2
- 2021 TvN [BTS] 시대를 위로하고 세계를 연결하는 아티스트
- 2021 SBS 2021 SBS 연예대상
- 2022 KBS1 노래가 좋아
- 2022 MBC 별다리 연구소
- 2022 DBN 한국농아방송 생방송
- 2022 iHQ 돈쭐내러 왔습니다 시즌2
- 2022 OBS OBS 이것이 인생이다
- 2023 SBS 2023 설특집 골림픽
- 2023 SBS 2023 SBS 연예대상
- 2024 JTBC JTBC 뉴스룸
- 2024 SBS 2024 설특집 골림픽

### 라디오
- 2021 TBS FM 한국어천재
- 2021 MBC FM 2시만세
- 2021 KBS WORLD KBS World
- 2023 EBS FM 아스트로 진진의 아이돌 한국어

## 홍보대사
- 2017 2018 평창동계올림픽대회 및 동계패럴림픽대회 글로벌 홍보대사 일본 대표
- 2018 33회 한국국제관광전 홍보대사
- 2018 서울출입국·외국인청 홍보대사
- 2019 서울출입국·외국인청 홍보대사
- 2019 한국 MICE 협회 글로벌 홍보대사
- 2019 전라북도 관광홍보요원
- 2019 한국관광협회중앙회 글로벌 홍보대사
- 2020 '대한민국, (안전)하자'온라인 홍보대사
- 2020 유엔해비타트 한국위원회 글로벌 홍보대사 일본대표
- 2020 서울출입국·외국인청 홍보대사
- 2020 한일축제 한마당 홍보대사
- 2021 CSR포럼 글로벌 홍보대사
- 2021 블러썸 청소년영상제 홍보대사
- 2021 세종한글 글로벌 홍보대사
- 2021 내나라 여행박람회 홍보대사
- 2022 한국국제문화교류진흥원 국제문화교류 홍보대사
- 2022 한국농아인야구소프트볼연맹 홍보대사
- 2023 서울출입국·외국인청 홍보대사
- 2023 제24회 가치봄영화제 홍보대사
- 2024 한일미술작가 교류 홍보대사

## 수상
- 2019 서울출입국·외국인청장 표창
- 2019 한국관광협회중앙회 회장 표창
- 2022 제2회 한국수어의날 감사패
- 2022 사)농아인협회 충청북도협회 감사패
- 2022 사)농아인협회 서울시협회 강동구지회 감사패
- 2022 사)농아인협회 경기도협회 성남시지회 감사패
- 2022 사)농아인협회 경기도협회 의정부시지회 감사패
- 2023 제19회 대한민국 베스트브랜드 어워즈 스포츠 엔터테이너 부문 대상
- 2023 2023 SBS 연예대상 센추리 클럽상
- 2024 법무부장관 표창
- 2024 한국국제문화교류진흥원장 표창

## 시구/시축
- 2022 제13회 선동열배 OK 전국농아인야구대회
- 2022 KBO리그 SSG랜더스 (vs kt wiz)
- 2022 한국농아인야구대회
- 2022 제6회 진성로프(주)배 전국농아인야구대회
- 2023 KBO리그 SSG랜더스 (vs 롯데 자이언츠)
- 2023 세계인의 날 인천유나이티드FC 시축
- 2023 제8회 연천군수배 전국 농아인야구대회
- 2023 제7회 진성로프(주)배 전국 농아인야구대회

## 여담
평창 올림픽 홍보대사에 임명되었을 때와 처음으로 한국을 방문했을 때는 한국어를 전혀 못했지만, 지금은 한국 방송에 출연해도 능숙하게 한국어를 말할 수 있을 정도로 실력이 늘었다.
SBS 수요일 인기 프로그램인 골 때리는 그녀들에서 FC 월드 클라쓰 팀의 주장이자 간판 공격수로 활동하고 있다. 외국인으로 구성된 팀이다보니, 다른 연예인팀보다 인지도가 약하지만, 원년부터 장기간 출연해왔고 엄청난 속도의 질주와 정확한 골결정력으로 상당한 인기가 있다. 축구는 처음이었지만 과거 소프트볼로 다져진 체력과 작은 체구에서 터져나오는 폭발적인 힘으로, 공격수로서 멋진 플레이를 보여주면서 이름을 알렸으며 점차 다양한 분야로 활동을 넓히고 있다.